# Ruben de Bruin
Ruben de Bruin (Groesbeek, 3 augustus 1994) is een Nederlands voetballer die doorgaans als middenvelder speelt.
Hij begon met voetballen bij Achilles '29 en doorliep daar de hele jeugdopleiding. Vanaf het seizoen 2014/15 sloot hij officieel aan bij de eerste selectie nadat hij in het seizoen daarvoor al regelmatig op de bank zat. Op 8 mei 2015 debuteerde hij vijf minuten voor tijd als invaller voor Levi Raja Boean in de laatste wedstrijd van het seizoen tegen Jong FC Twente (0-1 verlies). In het seizoen 2016/17 speelde hij met Jong Achilles '29 in de Derde divisie Zondag. In 2017 ging hij naar Hoofdklasser BVC '12. Een jaar later ging hij voor Groesbeekse Boys spelen.

## Statistieken
| Seizoen                   | Club            | Land            | Competitie      | Competitie | Competitie | Beker | Beker | Totaal | Totaal |
| Seizoen                   | Club            | Land            | Competitie      | Wed.       | Dlp.       | Wed.  | Dlp.  | Wed.   | Dlp.   |
| ------------------------- | --------------- | --------------- | --------------- | ---------- | ---------- | ----- | ----- | ------ | ------ |
| 2014/15                   | Achilles '29    | Nederland       | Jupiler League  | 1          | 0          | 0     | 0     | 1      | 0      |
| Carrière totaal           | Carrière totaal | Carrière totaal | Carrière totaal | 1          | 0          | 0     | 0     | 1      | 0      |
| Bijgewerkt tot 8 mei 2015 |                 |                 |                 |            |            |       |       |        |        |